# Rio Cabrão
Rio Cabrão est une "fréguesia" (« paroisse civile ») du Portugal, rattachée au "concelho" (« municipalité ») d'Arcos de Valdevez et située dans le district de Viana do Castelo et la région Nord.
Rio Cabrão se situe à une distance d'environ 12 km d'Arcos de Valdevez. La "fréguesia" de Rio Cabrão possède une superficie totale de 1,7 km2 (2001) pour 144 habitants et sa densité de population est de 83 hab/km2.
Elle est surtout connue pour sa rivière (à qui elle doit son nom) qui la traverse ; cette rivière est très abondante en poisson mais surtout en truites. L'activité économique de Rio Cabrão est basée sur l'agriculture. Ses Saint Patrons sont S.Lourenço (St Laurent) qui est fêté le 10 août et S.Antonio (St Antoine) qui lui est fêté le 10 juin.